# WZ551
Le WZ551 est un véhicule de transport de troupes chinois fabriqué en série par Norinco depuis le début des années 1980. Il s'agit en fait de deux familles de véhicules, dont les désignations sont Type 90 et Type 92. Environ 900 WZ551 sont en service dans l'armée chinoise.

## Historique
En 1986, Norinco présenta le WZ551 (désignation de l'armée chinoise : ZSL-90), un véhicule blindé à roues basé sur le châssis du camion XC2030 Tiema 6X6, qui était une copie chinoise du camion allemand Mercedes-Benz 2060. Cependant, cette variante n'entra pas en service dans l'APL, à cause de performances insatisfaisantes.
NORINCO développa alors une version améliorée, le WZ551A, au début des années 1990, dont les modifications portaient essentiellement sur le châssis. Les deux premiers prototypes WZ551A furent achevés en août 1991. Après un total de 30 000 km de tests sur route, le véhicule fut homologué dans sa conception finalisée en 1994. Le véhicule entra alors en service, en 1995, sous les désignations de Type 92 et Type 92A. Aussi appelées respectivement ZSL-92 et ZSL-92A, ces deux versions désignent respectivement un véhicule de combat d'infanterie et un véhicule de transport de troupes blindé.

## Type 90
Le Type 90 apparaît pour la première fois en Chine le jour de la parade nationale de 1984. Il s'agit de la version de base du WZ-551. Pendant sa carrière, il est découvert que le véhicule est clairement sous-motorisé et que ses capacités tout-terrain à haute altitude ne sont pas suffisantes pour correspondre aux souhaits des utilisateurs. En conséquence, les versions 4x4 et 8x8 prévues sont abandonnées et les ressources concentrées sur l'amélioration du véhicule. Une version d'exportation, baptisée ZSL-90 (qui correspond également à la désignation industrielle du véhicule), est toutefois proposée, et le véhicule est utilisé comme châssis support pour une multitude de rôles et l'emploi de nombreuses plateformes d'armement : véhicule de commandement, véhicule de combat antichar, artillerie antiaérienne autopropulsée ou ambulance.
La différence la plus visible entre le Type 90 et son successeur, le Type 92, provient de l'agencement de ses roues. Sur le Type 90, la distance entre la première paire de roues et la deuxième est plus importante que celle entre la deuxième paire et la troisième, alors que sur le Type 92, tous les espacements sont les mêmes. Malgré le fait que le Type 90 ait été utilisé pour différents usages, le nombre total d'exemplaires entrés en service en Chine demeure assez faible, en raison de son défaut principal cité précédemment, et à l'exception de la version transport de troupes de base, il n'a été recensé aucune exportation du ZSL-90, pour ces mêmes raisons.

## NGV-1
Le NGV-1 est le successeur du Type 90. Il fut en effet découvert que les capacités tout-terrain n'étaient pas le seul point à améliorer sur le WZ-551, l'armement nécessitant également une amélioration. Le canon chinois originel de 25 mm, opéré manuellement, se montra incapable de perforer les plaques de blindage de la plupart des véhicules blindés soviétiques, et le besoin d'un canon de petit calibre plus puissant se faisait de plus en plus sentir. La Chine se tourna vers l'Ouest pour obtenir de l'aide, car ses capacités industrielles et ses technologies, pendant les années 1980, ne pouvaient pas assurer cette évolution technologique dans le temps imparti.
Un contrat fut passé avec la firme française GIAT Industries (désormais connue sous le nom de Nexter), pour l'adaptation d'un canon de 25 mm français en tant qu'arme principale du WZ-551. Les travaux de modification de la conception du châssis du véhicule furent d'ailleurs entrepris bien avant que le canon français ne soit livré. En raison de l'urgence du calendrier des Chinois, l'arme fut envoyée en Chine par avion, contrairement à la pratique habituelle qui voulait que ce genre de transports se faisait généralement par bateau. Le développement fut achevé et reçut la certification de l'État en octobre 1988, recevant à l'occasion la désignation de NGV-1, pour « Norinco GIAT Vehicle ». Le canon téléopéré de 25 mm fut finalement soumis à une rétroingénierie de la part des Chinois, après que la France se soit retirée du programme dès 1989, et il fut également choisi pour équiper le Type 92, l'autre évolution du WZ551.

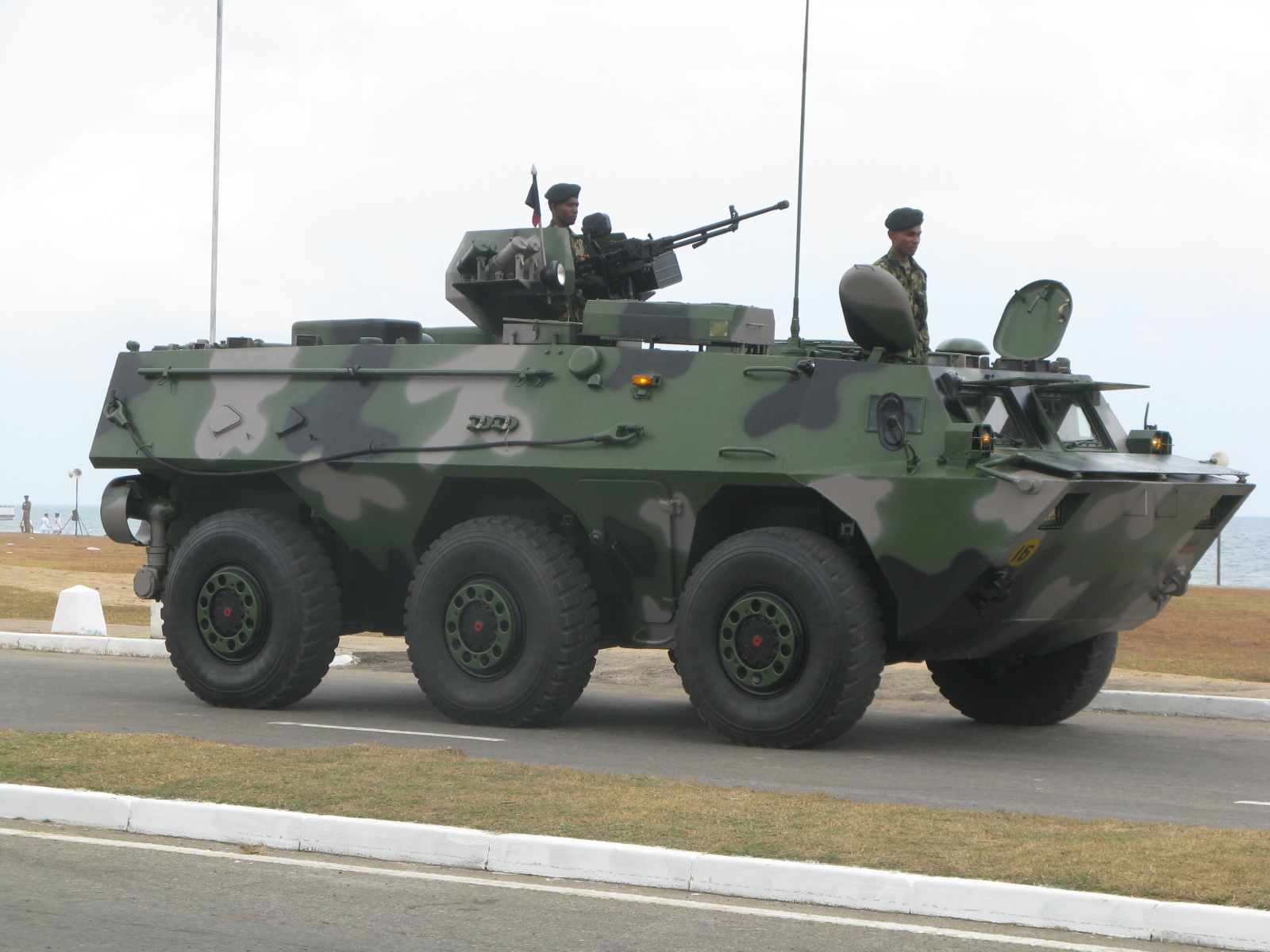
Un WZ551 (Type 92) sri-lankais en 2012.

## Type 92
Le Type 92 (aussi désigné ZSL-92) résolut les problèmes de son prédécesseur et fut révélé pour la première fois au public en 1986. Il entra en service en Chine en quantités bien plus importantes que le Type 90. De même que pour ce dernier, il fut utilisé comme châssis de base pour de nombreuses versions dérivées. À l'inverse de celui-ci, cependant, il verra bien l'apparition des versions 4x4 et 8x8, alors que ces dernières avaient été abandonnées sur le Type 90. La version d'exportation est également parfois désignée sous le nom de VN2A. Le châssis existe en trois versions :
- 4x4 : Très ressemblant à un VAB, il est essentiellement utilisé par la police chinoise, mais sert également de châssis pour un véhicule SAM ;
- 6x6 : Véhicule de combat d'infanterie ou de transport de troupes. Il s'agit du véhicule de base et du premier de la série ;
- 8x8

## Système de défense antiaérienne YT
En 2005, une autre variante terrestre mobile du TY-90 fut révélée au public chinois, nommée YT, abréviation de Yi Tian (en chinois : « 倚天 », « s'appuyant sur le ciel »). L'YT est une évolution de l'ancien LS, conçue spécialement pour pallier ses principaux défauts : le manque de blindage, une capacité amphibie et un radar. Comme son aîné, il est développé par la firme Norinco.
L'armement de l'YT est similaire à ce qu'il était sur le LS, mis à part une mitrailleuse de 12,7 mm et trois éjecteurs de fumigènes supplémentaires, offrant une protection accrue. Une partie de la protection supplémentaire vient de l'emploi d'un châssis de WZ551, fournissant au passage les capacités amphibies requises. Une dernière amélioration importante est l'ajout d'un radar tridimensionnel, doté d'une antenne réseau à commande de phase, au système de contrôle de tir. Il est monté juste au-dessus du boîtier contenant les systèmes optroniques et apporte une portée de détection supplémentaire. Il peut être replié en roulant.

### Caractéristiques
- Altitude de la cible mini / maxi : 15 m / 4 km
- Distance à la cible mini / maxi : 300 m / 6 km
- Vitesse maxi de la cible : > 400 m/s
- Portée maxi du radar en recherche : > 20 km
- Portée maxi du radar en poursuite : 10~12 km
- Temps de réaction du système : 6~8 s

## Caractéristiques

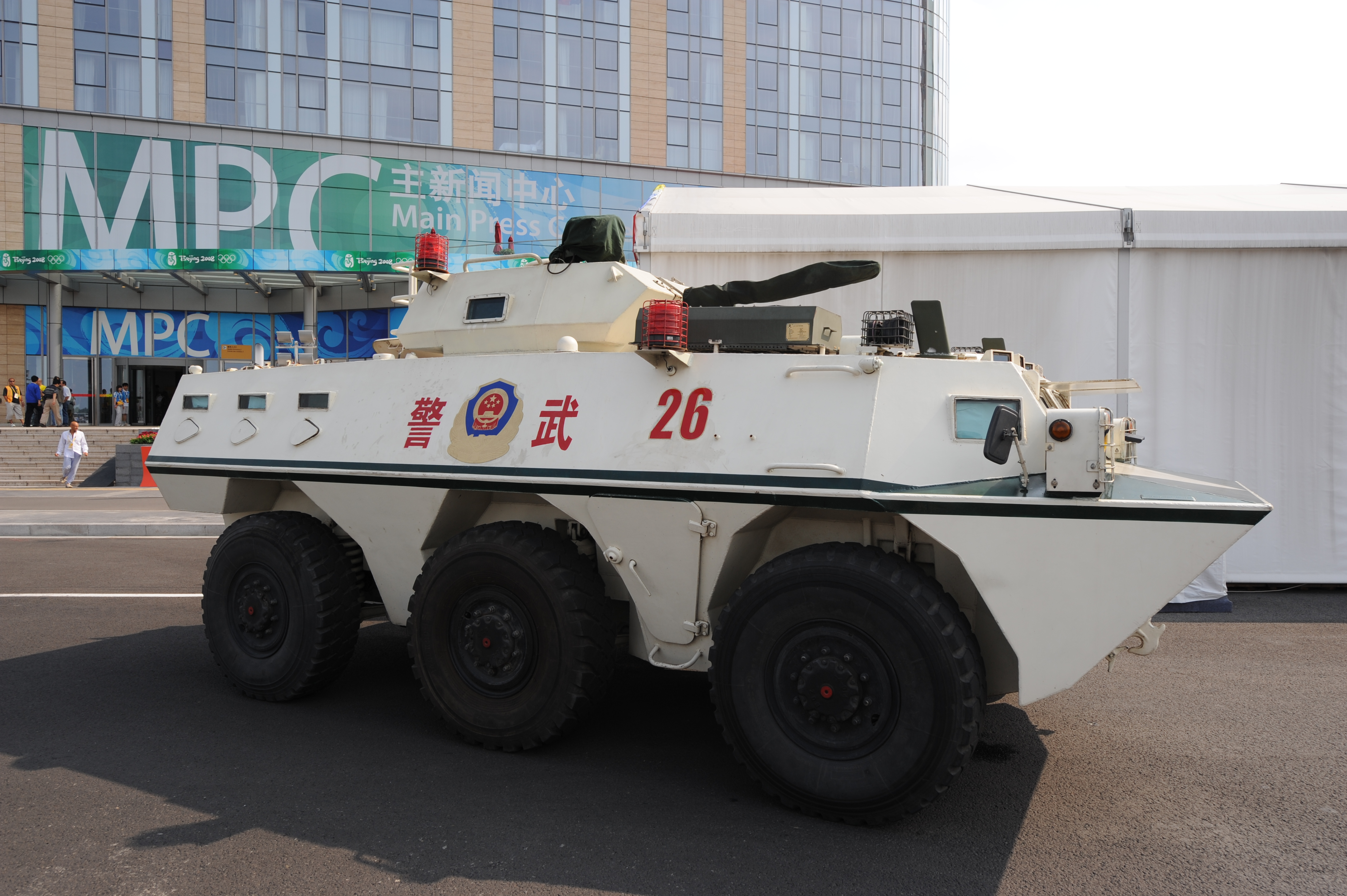
Un WZ551 de la Police armée du peuple chinoise stationné devant le bâtiment central de la presse, pendant les jeux olympiques de Pékin 2008.

Mesurant 6,63 m de long pour 2,80 m de large, ce blindé a un poids de 12,5 tonnes et peut accueillir 9 passagers. La propulsion est assurée par un moteur Diesel BF8L413FC, un huit cylindres quatre temps à injection directe et suralimenté refroidi par air, développant une puissance de 320 ch. Ce moteur, de conception Deutz AG, permet au WZ551 de se déplacer jusqu'à une vitesse de 85 km/h. Il est installé à l'avant du véhicule, ainsi que sa transmission, ce qui permet de dégager une place relativement importante pour le compartiment des passagers. Les réservoirs de carburant sont situés de chaque côté du compartiment passagers et une prise d'air est déployée à l'avant de la caisse lorsque le véhicule est utilisé dans l'eau. En utilisation normale, des ailettes installées sur le toit au-dessus du compartiment moteur se chargent d'alimenter ce dernier en air frais. L'échappement est un tuyau placé en hauteur et courant le long du côté gauche de l'engin.
L'armement standard du véhicule est une mitrailleuse de calibre 12,7 mm. Elle est associée à une seconde mitrailleuse, celle-ci étant chambrée en 7,62 mm et étant approvisionnée à raison de 1 000 coups. En version maintien de l'ordre, il peut être équipé du lance-grenades amovible type 91 de 30 mm utilisé pour lancer des grenades non-létales. Les versions militaires peuvent être équipées d'un canon de calibre 30 mm ou supérieur, de roquettes ou de missiles.
Le conducteur et le commandant dont assis de front à l'avant du véhicule, face à un pare-brise de grandes dimensions qui peut cependant être recouvert par des plaques de blindage escamotables en cas de nécessité. Afin de pouvoir continuer à utiliser le véhicule, les deux équipiers bénéficient alors de trois périscopes, dont celui du milieu peut être remplacé par un système de vision nocturne pour la conduite de nuit. Il y a une écoutille circulaire ouvrant vers l'arrière et une porte latérale ouvrant vers l'avant pour chacun de ces deux membres d'équipage, ces dernières étant aussi équipées d'obturateurs blindés dans leur partie supérieure. Pour les passagers, l'accès se fait par une large porte arrière, mais le toit est aussi équipé de quatre écoutilles oblongues s'ouvrant vers l'extérieur et pouvant être maintenues en position verticale si désiré. Le véhicule est doté de quatre orifices de tir de chaque côté du compartiment à passagers, chacun recevant un périscope monté au-dessus du véhicule. De chaque côté, le premier orifice est réservé à une mitrailleuse de 12,7 mm, alors que les trois autres peuvent être utilisés par les passagers pour tirer avec leurs fusils d'assaut. Chacun de ces orifices est doté d'un extracteur de gaz, afin de ne pas polluer l'air de la cabine avec des résidus de tir.

## Versions

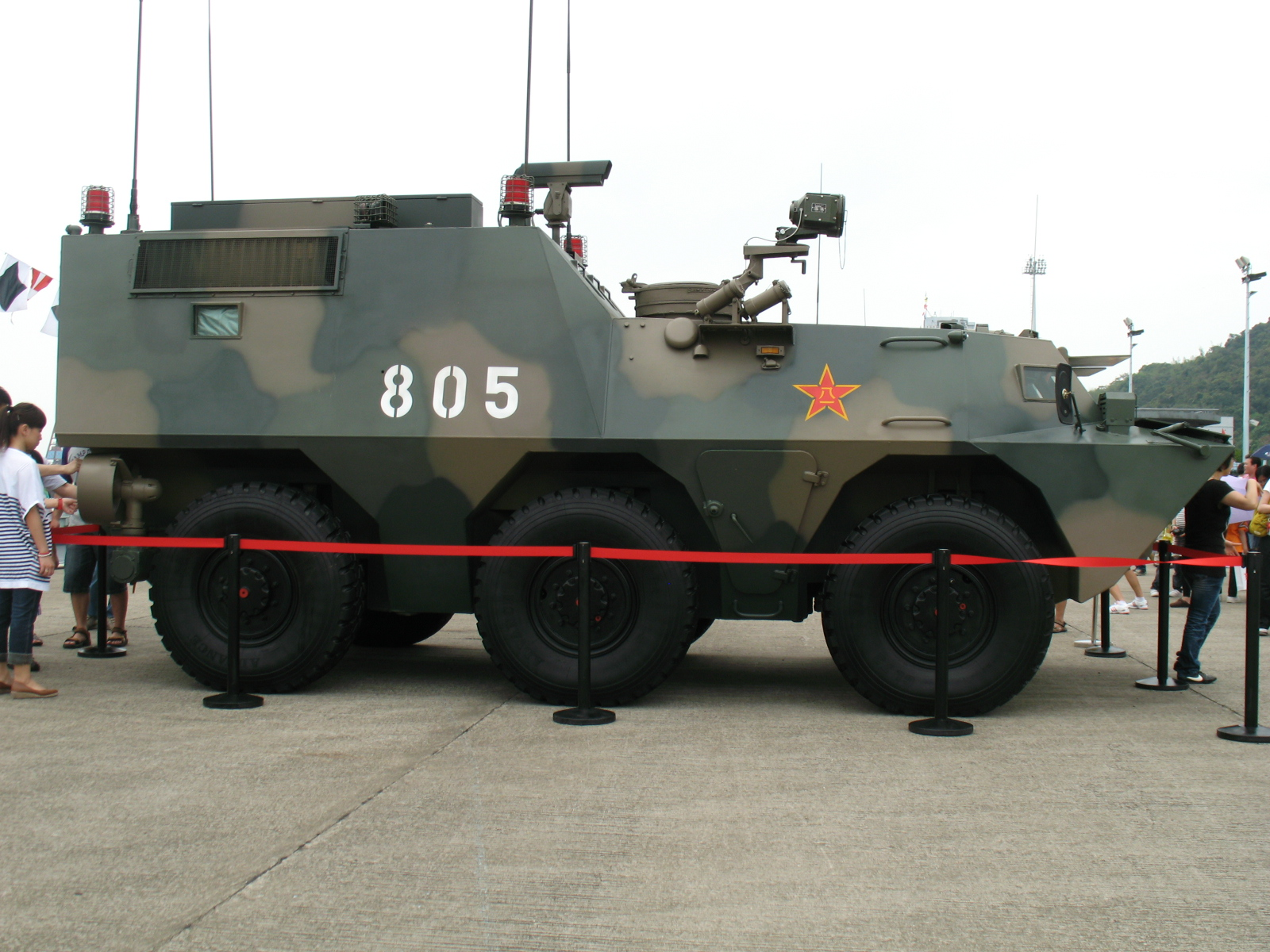
La version poste de commandement, nommée ZZH-07, de la garnison de Hong-Kong présenté en 2011.

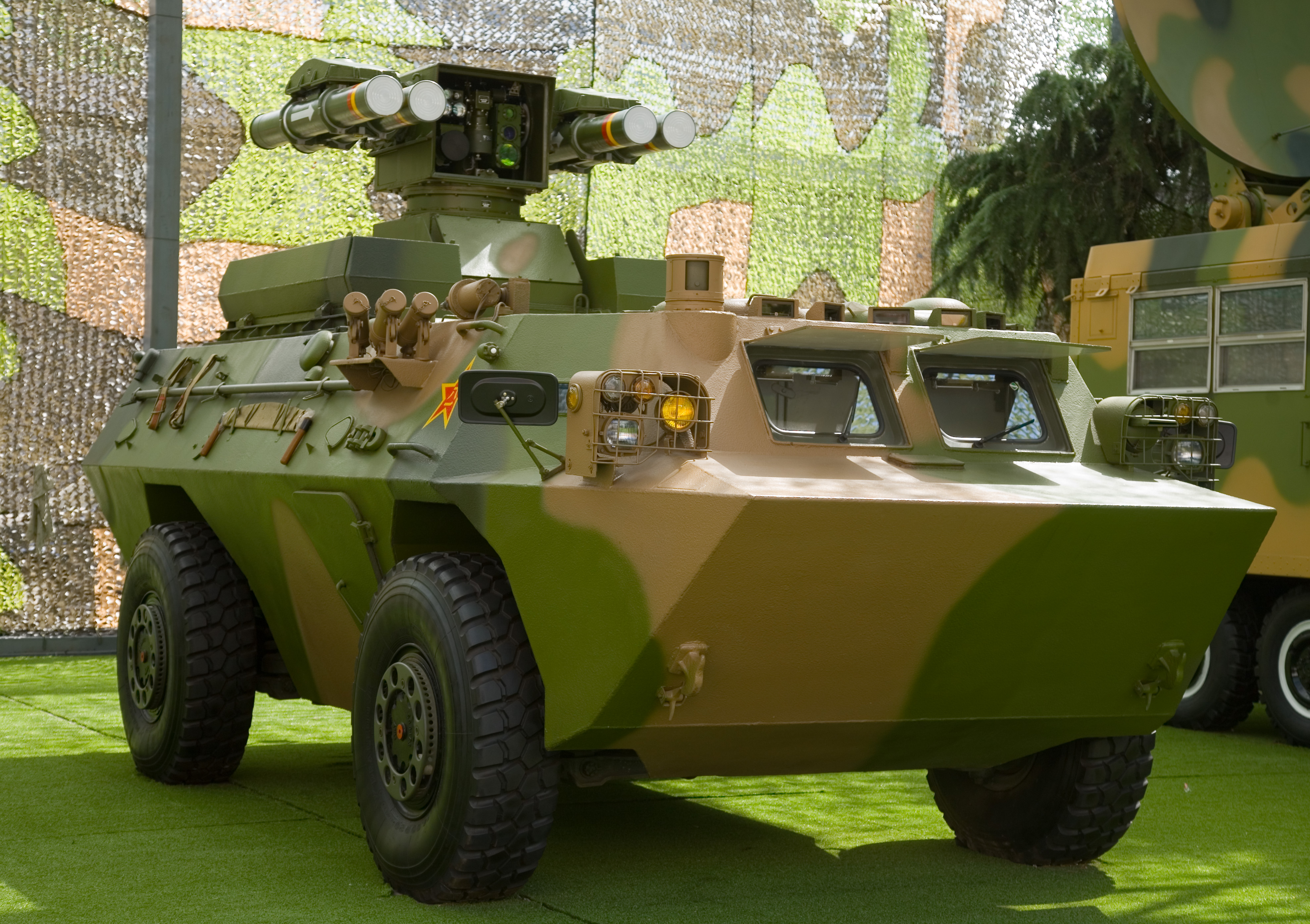
Un WZ550 4x4, la version antichar du WZ-551.

- Type 90 (WZ551) : Version de base du véhicule. Aussi désigné ZSL-90, ses performances étaient peu satisfaisantes et il n'a pas été mis en service à beaucoup d'exemplaires en Chine ;
- NGV-1 : Version améliorée du concept initial. Les améliorations portent sur le châssis et sur l'armement principal du véhicule, étant désormais un canon de 25 mm copié sur son cousin français de chez GIAT. Cette arme est approvisionnée de 400 coups et peut les tirer selon trois cadences variables : 100, 300 ou 500 cps/min[2]. Ces 400 obus sont stockés en deux emplacements, 200 étant déjà dans l'arme et prêts à être utilisés, tandis que les 200 restants sont stockés en réserve dans une caisse à l'intérieur du véhicule ;
- Type 92 (WZ551A) : Descendant direct du Type 90, il est également désigné ZSL-92 par les Chinois. Plus performant que son aîné, il a été admis en service en grandes quantités en Chine et dans d'autres pays. Il existe également en châssis 4x4 et 8x8 ;
  - Type 92 (ZSL-92 - WZ-551) : Version de combat d'infanterie, équipé d'un canon ZPT90 télé opéré de calibre 25 mm[2]. La mitrailleuse coaxiale de 7,62 mm est toujours présente, mais dispose désormais de 2 000 coups en réserve. Le véhicule peut emporter 9 passagers[3] ;
  - Type 92A (ZSL-92A - WZ-551A) : Version de transport de troupes, dotée d'une mitrailleuse principale de 12,7 mm et d'une secondaire de 7,62 mm. Le véhicule peut emporter 11 passagers[2],[4] ;
  - Type 92B (ZSL-92B - WZ-551B) : Version amélioré du ZSL-92 équipé d'un canon automatique ZPT99 de 30 mm et d'un fusil mitrailleur de 7,62 mm. Les deux armes sont entièrement stabilisées. Un lanceur à rail unique pour le missile antichar HJ-73 est situé sur le toit[5] ;
  - Ambulance : Version de secours du Type 92, dotée d'un espace agrandi à l'arrière pour les blessés. 4 civières peuvent être transportées. À l'avant du toit, une coupole est installée et permet l'emploi d'une 12,7 mm, approvisionnée de 500 coups[2] ;
  - ZZH-07 : Version de commandement ;
  - T-02 : Version de dépannage ;
  - Antichar : Aussi désignée WZ-550[6],[7]. Version équipée d'une tourelle supportant 4 tubes lance-missiles HJ-8 ou HJ-9, prêts au combat. 8 autres missiles sont disponibles en réserve à l'intérieur du véhicule. L'équipage est porté à 4 personnes, dont une est dans la tourelle[2]. Cette dernière est stabilisée[7] et dispose d'une élévation variable de ±10° et un site ouvert sur ±200°. En option, le véhicule peut aussi être équipé de la tourelle avec canon de 73 mm de la version ZSL-92. Doté de capacités amphibies, le véhicule est plus rapide que les autres (95 km/h)[7], mais son autonomie est diminuée, passant de 800 à 600 km.
  - Canon d'assaut : Version dévoilée en 2001 et mise en production à partir de 2004-2005, reprenant de nombreux composants de la version ZSL-92A et se déclinant en deux variantes[2] ;
    - PLT-02 : Version à destination de l'armée chinoise, équipé d'un canon de 100 mm[8] ;
    - PTL-02A (WMA301) : Version destinée à l'exportation, équipée d'un canon de 105 mm compatible avec toutes les munitions OTAN de ce calibre[9] ;

  - PLL-05 (WMA029) : Mortier autopropulsé de 120 mm : Version également dévoilée en 2001. La conception de sa tourelle est similaire à celle du mortier autopropulsé 2S23 Nona-SVK employé par les Russes, monté sur un châssis modifié de BTR-80 8x8[2]. Il a été rapporté, en 1997, que la Russie fournirait des mortiers 2S23 à la Chine, mais il n'a nullement été confirmé la signature d'un quelconque contrat de ventes ou de transfert de technologies entre les deux pays[2] ;
  - Obusier autopropulsé de 122 mm : Cette version est dotée d'un châssis 6x6 rallongé. La tourelle, équipée d'un obusier de 122 mm, est montée sur l'arrière du toit du véhicule et dispose d'une réserve de 40 munitions dans le véhicule. Afin de stabiliser le véhicule pendant le tir, deux pieds télescopiques peuvent être dépliés à l'arrière de la caisse. La longueur du véhicule passe à 7,9 m et sa masse à 20 tonnes, tandis que son autonomie descend à 500 km[2] ;
- YT : Version antiaérienne du WZ551. La tourelle contient des tubes lance-missiles ;
- WMZ551-B : Version améliorée, dotée d'un armement plus puissant et d'une plus grande agilité. Elle est également amphibie ;
- VN2 : Version améliorée, destinée à l'export et dotée d'un canon de 30 mm.Carte des opérateurs du WS551 :

Carte des opérateurs du WS551 :
États en utilisant
Production sous licence
Ne l'utilisant pas

  - États en utilisant
  - Production sous licence
  - Ne l'utilisant pas

## Utilisateurs
Ci dessous la liste des utilisateurs du Type 92 et toutes ses variantes. Tous les chiffres sont de 2024 et ne prennent en compte que les véhicules effectivement en service dans les armées et non les commandes.
| Chine | ZSL-92 | ZSL-92A | ZSL-92B | PLL-05 | PTL-02 |
| ----- | ------ | ------- | ------- | ------ | ------ |
| 2024  | 550    | 700     | 600     | 450    | 250    |

| Pays                      | ZSL-92/A/B WZ-551/A/B | PTL-02A | VN2 | ZZH-07 | PLL-05 | SM-4 | VN-2 | Commentaires                                                 |
| ------------------------- | --------------------- | ------- | --- | ------ | ------ | ---- | ---- | ------------------------------------------------------------ |
| Algérie                   | -                     | -       | -   | -      | -      | N/C  | -    | [ 12 ]                                                       |
| Angola                    | 5                     | -       | -   | N/C    | -      |      | -    |                                                              |
| Argentine                 | 4                     | -       | -   | -      | -      |      | -    | Contrat conclu en 2008 à 650 000 $ l'unité, exécuté en 2010, |
| Birmanie                  | 30+                   | 24      | -   | -      | -      | -    | -    |                                                              |
| Burundi                   | 15                    | -       | -   | -      | -      | -    | -    |                                                              |
| Cameroun                  | -                     | 12      | -   | -      | -      | -    | -    |                                                              |
| Côte d'Ivoire             | 16                    | -       | -   | -      | -      | -    | -    |                                                              |
| Éthiopie                  | N/C                   | -       | -   | -      | -      | -    | -    |                                                              |
| Gabon                     | -                     | -       | -   | -      | -      | -    | -    | Achat de 3 WZ-523 en 2006, état incertain.                   |
| Guinée équatoriale        | 9                     | 6       | -   | -      | -      | -    | -    | Dont 3 WZ-551 30 mm.                                         |
| Kenya                     | 31                    | -       | -   | N/C    | -      | -    | -    |                                                              |
| Mali                      | 15                    | -       | -   | -      | -      | -    | 6    | VN2C livrés fin 2021.                                        |
| Mauritanie                | -                     | N/C     | -   | -      | -      | -    | -    | [ 17 ]                                                       |
| Népal                     | 5                     | -       | -   | -      | -      | -    | -    |                                                              |
| Niger                     | 20                    | -       | -   | -      | -      | -    | -    |                                                              |
| Oman                      | 50                    | -       | -   | -      | -      | -    | -    | En dotation dans la garde présidentielle.                    |
| Papouasie-Nouvelle-Guinée | 4                     | -       | -   | -      | -      | -    | -    |                                                              |
| Rwanda                    | 20                    | -       | -   | -      | -      | -    | -    |                                                              |
| Sénégal                   | 4                     | 27      | -   | -      | -      | -    | -    |                                                              |
| Soudan                    | N/C                   | -       | -   | -      | -      | -    | -    | D'autres versions sont produites sous licence.               |
| Sri Lanka                 | >22                   | -       | -   | -      | -      | -    | -    | Certains équipé du canon de 20 mm.                           |
| Tanzanie                  | 4                     | -       | -   | -      | -      | -    | -    | [ 15 ]                                                       |
| Tchad                     | 8                     | 20      | -   | -      | -      | -    | -    |                                                              |
| Thaïlande                 | -                     | -       | -   | -      | -      | -    | 12   | [ 18 ]                                                       |
| Zambie                    | 4                     | -       | -   | -      | -      | -    | -    |                                                              |